# Phùng Văn Khai
←
Phùng Văn Khai là nhà văn, nhà thơ quân đội, hiện là Phó Tổng Biên tập của Tạp chí Văn nghệ Quân đội, trực thuộc Tổng cục Chính trị Quân đội Nhân dân Việt Nam, Bộ Quốc phòng Việt Nam.

## Tiểu sử
Phùng Văn Khai (sinh ngày 01 tháng 10 năm 1973) tại Thị trấn Như Quỳnh, huyện Văn Lâm, tỉnh Hưng Yên. Ông hiện đang công tác tại Tạp chí Văn nghệ Quân đội. Đảng viên Đảng Cộng sản Việt Nam. Hội viên Hội Nhà văn Việt Nam (2007). Phùng Văn Khai nhập ngũ tháng 2 năm 1994 vào Quân đoàn 2 và bắt đầu viết văn. Tác phẩm đầu tiên Lính tò te đã đoạt giải thưởng ấn tượng trong cuộc thi Kỷ niệm sâu sắc đời bộ đội do Tổng cục Chính trị tổ chức (1992-1994). Sau đó, ông được điều động về Binh chủng Tăng Thiết giáp (1994-1997). Tiếp đó, ông chuyển công tác về làm Biên tập viên của Truyền hình Quân đội Nhân dân (1997-2006). Hiện nay là Phó Tổng Biên tập Tạp chí Văn nghệ Quân đội. Phùng Văn Khai học Trường Viết văn Nguyễn Du khóa VI (1998-2002) chuyên ngành Văn xuôi. Ông tham gia viết nhiều kịch bản phim tài liệu, phim truyền hình, phóng sự. Ông sáng lập Nhà sách Như Quỳnh (2005), thành viên Hội đồng Họ Phùng Việt Nam (2009).

## Tác phẩm
Tập truyện ngắn:
- Khúc dạo đầu của binh nhì, 1998;
- Hương đất nung, 2001;
- Truyện ngắn Phùng Văn Khai[3], 2006;
- Mênh mang trời nước, 2012;
- Tiếng rừng, 2019;
- Những người đốt gạch;
- Bên kia sông, 2022.

Tiểu thuyết:
- Hư thực, 2008;
- Hồ đồ[4], 2010;
- Tiểu thuyết lịch sử Phùng Vương, 2015, tái bản 2018;
- Tiểu thuyết lịch sử Ngô Vương, 2018;
- Tiểu thuyết lịch sử Nam Đế Vạn Xuân, 2020;
- Tiểu thuyết lịch sử Triệu Vương phục quốc, 2020;
- Tiểu thuyết lịch sử Lý Đào Lang Vương, 2021;
- Tiểu thuyết lịch sử Lý Phật Tử định quốc, 2022;
- Tiểu thuyết lịch sử Trưng Nữ Vương (2 tập), 2023;
- Bộ tiểu thuyết lịch sử Vương triều Tiền Lý; tái bản 2024.

Các tiểu thuyết nổi bật của Nhà văn Phùng Văn Khai
Phùng Vương
Ngô Vương
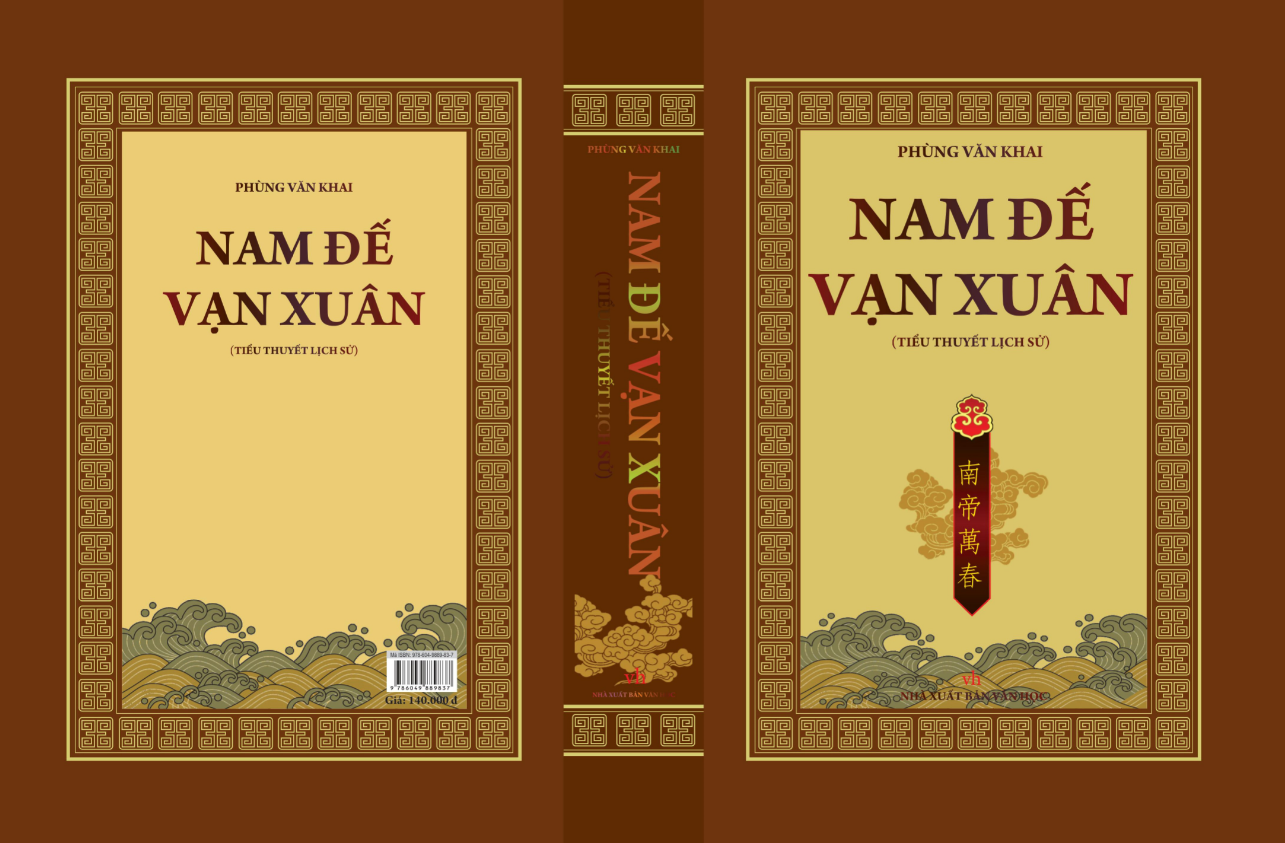
Nam Đế Vạn Xuân
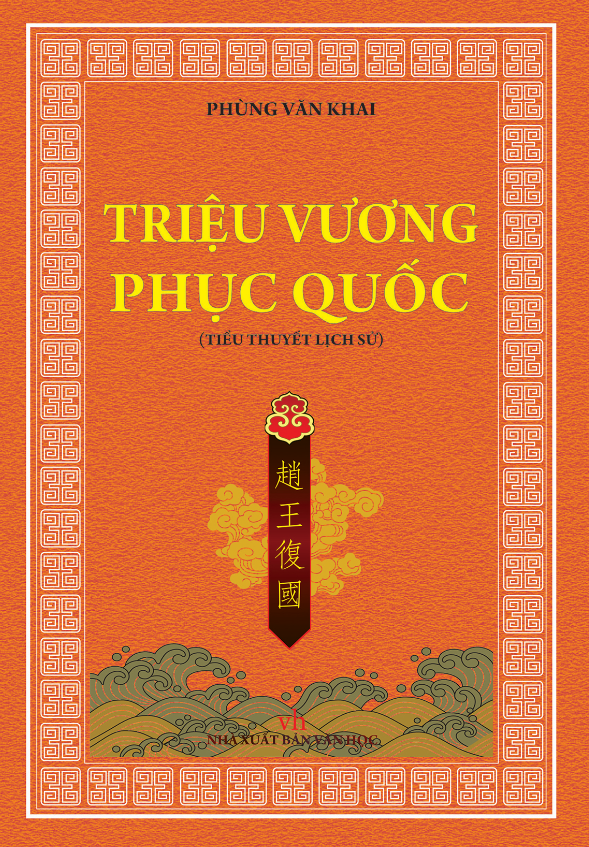
Triệu Vương phục quốc
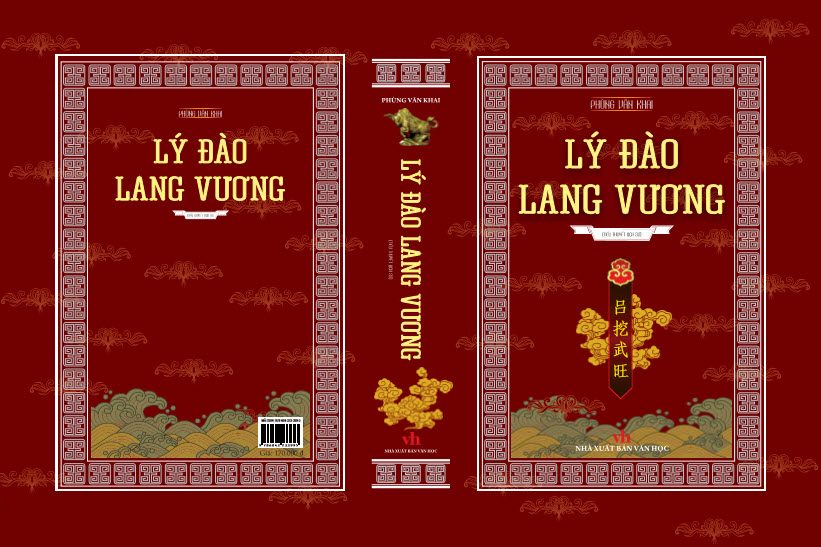
Lý Đào Lang Vương
Lý Phật Tử định quốc
Bộ tiểu thuyết lịch sử Trưng Nữ Vương
Bộ tiểu thuyết lịch sử Vương triều Tiền Lý, tái bản năm 2024

Với tình yêu dành cho văn chương, đặc biệt là lịch sử, ông đã làm cho tiểu thuyết chương hồi đến gần hơn với công chúng. Lịch sử không còn là đề tài mới nhưng dưới góc nhìn, lăng kính của Phùng Văn Khai, lịch sử được khoác lên mình một màu sắc mới mẻ, sống động, vô cùng thu hút và hấp dẫn.
Tập thơ:
- Lửa và hoa, 2002;
- Khúc rong chơi, 2016;
- Thơ Phùng Văn Khai, 2023;
- Thơ danh nhân, chân dung văn nghệ sĩ, 2025.

Bút ký văn học:
- Lẽ sống, 2008;
- Gió đi dưới trời, 2010;
- Nơi ước mơ hẹn gặp, 2012;
- Tìm trong dáng đá, 2018;
- Những liệt sĩ thời bình, 2019.

Nghiên cứu, lý luận phê bình, chân dung văn học:
- Văn học Việt Nam từ dấu mốc Đổi mới 1986 - Chuyển động, thành tựu và bản sắc, 2024;
- 80 gương mặt văn nghệ sĩ Quân đội, 2024;
- Danh tướng triều Trần trong ba lần đại thắng Nguyên - Mông, 2025.

Một số cuốn sách tiêu biểu của Nhà văn Phùng Văn Khai
Bên kia sông
Thơ Phùng Văn Khai
Văn học Việt Nam từ dấu mốc Đổi mới 1986 - Chuyển động, thành tựu, và bản sắc
80 gương mặt văn nghệ sĩ Quân đội
Thơ danh nhân, chân dung văn nghệ sĩ
Danh tướng triều Trần trong ba lần đại thắng Nguyên - Mông

## Giải thưởng

### Giải thưởng văn học:
- Giải thưởng Bút ký Tạp chí Văn nghệ Quân đội, 2002.
- Giải thưởng Văn học 5 năm Bộ Quốc Phòng, 1999, 2004, 2009, 2014.
- Giải thưởng của Ban tuyên giáo Trung ương với tác phẩm Nơi ước mơ hẹn gặp, 2009.
- Giải thưởng của Bộ Quốc phòng với tác phẩm Người cận vệ của Bác Hồ, 2012.
- Giải thưởng Cây bút vàng của Bộ Công An với tác phẩm Tấm thẻ, 2017.
- Giải thưởng Tiểu thuyết của Hội Nhà văn Việt Nam với tác phẩm Ngô Vương, giai đoạn 2016-2019.
- Giải thưởng của Tổng cục Chính trị Quân đội Nhân dân Việt Nam với tác phẩm Những liệt sĩ thời bình, 2020.

Cùng rất nhiều giải thưởng về truyện ngắn, bút ký, phim tài liệu truyền hình, phóng sự...

## Gia đình
Ông có một vợ và hai người con: 01 trai và 01 gái. Con trai (sinh năm 1996) đang công tác tại Học viện Kỹ thuật Quân sự, con gái (sinh năm 2002) đang là sinh viên năm thứ hai chương trình chất lượng cao tại Trường Đại học Kinh tế, Đại học Quốc gia Hà Nội. Hiện tại, gia đình ông đang sinh sống tại phố Bắc Cầu, phường Ngọc Thụy, quận Long Biên, Hà Nội.

## Đánh giá tác phẩm
- Tiến sĩ Nguyễn Văn Hùng: "Từ Phùng Vương [6] và Ngô Vương, tiểu thuyết mới nhất Nam Đế Vạn Xuân đưa người đọc trở về với quá khứ oai hùng của dân tộc, nơi ý thức tự tôn, tinh thần tự cường, tự chủ luôn tuôn chảy trong huyết tủy mỗi thực thể Việt. Không những vậy, qua sự luận giải đa chiều của mình, Phùng Văn Khai góp phần thông diễn và đối thoại với nhiều vấn đề lịch sử, văn hóa của tiền nhân, kết nối với tình hình thực tại của đất nước. Tác phẩm của anh chính là lịch sử trong thế giới tinh thần của con người hôm nay, là diễn ngôn được tạo tác bằng tư duy và triết học lịch sử hiện đại mang màu sắc cá nhân nhà văn".[7]
- PGS. TS Trần Thị Trâm: "Anh là người toàn tâm cho đề tài lịch sử[8][9]. Phùng Văn Khai đã đặt cược vào dự án viết lịch sử dân tộc bằng văn chương rất nhiều thời gian, tâm huyết. Say sưa với nó, anh đã đầu tư công sức, dành nhiều năm đi điền dã, tới các đình-đền-chùa-miếu, tìm hiểu kĩ các giá trị văn hóa dân gian, dày công nghiên cứu chính sử, tích cực tham gia các hội thảo khoa học thuộc lĩnh vực lịch sử. Riêng để hoàn thành cuốn tiểu thuyết Phùng Vương, anh đã bỏ ra 10 năm lao động nghệ thuật, đi tới gần một trăm điểm thờ Bố Cái Đại vương Phùng Hưng ở bảy tỉnh, thành phố. Sự chuyên tâm còn được thể hiện ngay trên những ấn phẩm. Sách của anh được in đẹp: trang trọng, bìa cứng, giấy tốt. Vì thế, có người gọi chúng là những "siêu phẩm" lịch sử".[10]
- Nhà nghiên cứu Phạm Minh Quân: "Nhìn vào cấu trúc của các tiểu thuyết Phùng Văn Khai, có thể thấy rõ mỗi quan tâm của tác giả trong việc trình hiện nhân vật lịch sử, và đặt nhân vật này làm trung tâm trần thuật, do đó đưa lịch sử xuống vị trí thứ cấp. Mục đích của tác giả, không nhằm kể lại lịch sử mà thay vào đó cho thấy ảnh hưởng của lịch sử và xã hội đến cá nhân. Hơn nữa, nhân vật chính không đơn thuần chỉ là trung tâm trần thuật, mà còn trải qua một quá trình vận động nội tâm như sự phản chiếu của bối cảnh vận động đấu tranh của lịch sử. Đối với các tiểu thuyết lịch sử của mình, ngay từ tên gọi đã toát lên nhân vật trung tâm của tiểu thuyết Lý Bí, Phùng Hưng và Ngô Quyền. Trong sử liệu họ được ghi chép là các vị vua khai quốc, đánh đuổi giặc ngoại xâm giành lại quyền độc lập tự chủ cho nước nhà, gắn liền với những chiến thắng hiển hách. Nhưng qua sự hư cấu của nhà văn, họ trở thành những con người có phẩm chất minh quân, có thái độ đối với thời cuộc, tồn tại trong mối quan hệ ứng xử tương tác đối với những nhân vật xung quanh. Thậm chí, họ còn được nhà văn gắn liền với những điển tích mang tính huyền ảo hoặc phi thường trong dân gian. Một mấu chốt nữa trong tiểu thuyết lịch sử của Phùng Văn Khai, là tác giả không nghịch đảo lịch sử hay lật ngược quan niệm, không "giải thiêng," không tìm cách tạo dư luận cho tiểu thuyết của mình bằng việc đề ra một vấn đề gai góc gây tranh cãi, thay vào đó là sử thi hóa lịch sử, sử thi hóa anh hùng dân tộc".[11]
- Nhà nghiên cứu Thu Trang: "Viết về những mảng tối của bức tranh đời sống nhưng không vì thế mà ngòi bút của nhà văn trở nên khô khan, cứng nhắc. Có phê phán, có mỉa mai, có đau thương và đồng cảm nhưng không quá gay gắt cũng chưa đến mức phải sụt sùi trong từng câu chữ. Ở mỗi tác phẩm của mình, Phùng Văn Khai đã khéo léo sâu chuỗi đan xen vào đó sự mềm mại của chất thơ. Chất thơ toát lên từ vẻ đẹp sáng trong của ánh trăng nơi làng quê, cao xa vời vợi, chất thơ ẩn hiện trong từng  mỏm đá, tiếng khèn của miền rừng núi hoang sơ. Viết về thời cuộc, về những bộn bề của cuộc sống xung quanh nhưng bằng giọng văn hết sức nhẹ nhàng chứ không vội vã. Cách vào truyện của nhà văn thường là đảo ngược trật tuyến tính thời gian, nhặt ra một chi tiết giống như lát cắt làm phần mở đầu cho câu truyện rồi mới đi ngược lại về quá khứ, lý giải cái ngọn nguồn của sự việc ấy. Cách tổ chức sắp xếp như vậy tạo được hứng thú cho người đọc, giúp cho câu chuyện không bị nhàm chám mà càng làm tăng thêm sự hấp dẫn lôi cuốn trong từng trang viết. Đọc truyện của Phùng Văn Khai, ta dễ dàng nhận thấy cái mờ ảo trộn lẫn với hiện thực, chúng đan xen vào nhau khiến độc giả như đang lạc vào một thế giới tưởng rằng trần tục nhưng lại đậm chất liêu trai, và rồi cứ thế mải miết đi tìm câu trả lời về vấn đề mà người viết muốn đặt ra. Có lẽ đây chính là nét thành công nhất trong các sáng tác của Phùng Văn Khai".[12]
- Tiến sĩ Đoàn Minh Tâm: "Văn hóa chính trị, văn hóa tâm linh, văn hóa nông nghiệp và văn hóa quân sự là bốn "cột trụ" của văn hóa Việt trong bộ ba tiểu thuyết lịch sử của Phùng Văn Khai. Với ý đồ phục dựng các thiết chế văn hóa Việt trong tiểu thuyết lịch sử, tôi cho rằng cái đích sau cùng Phùng Văn Khai hướng đến không phải là câu chuyện về sự kháng cự giữa văn hóa ngoại biên (văn hóa Việt) đối với nền văn hóa trung tâm (văn hóa Trung Quốc) như nhận định của Nguyễn Văn Hùng trong bài viết kể trên mà là lời khẳng định về sự bình đẳng (tôi nhấn mạnh ý này) giữa hai nền văn hóa, hai quốc gia và hai dân tộc. Đây là điểm hết sức quan thiết trong đời sống hiện nay. Chỉ trên cơ sở sự bình đẳng, nước ta, dân tộc ta mới có thể tồn tại vững vàng, an nhiên bên cạnh một người láng giềng như Trung Quốc. Giá trị cốt lõi của bộ ba tiểu thuyết lịch sử mấy nghìn trang của Phùng Văn Khai, tôi nghĩ nằm ở đấy".[13]
- PGS. TS Hỏa Diệu Thúy: "Trong xu thế các nhà văn hiện nay tìm về kho tư liệu vĩ đại của lịch sử dân tộc để tái hiện lại đời sống lịch sử dân tộc là điều rất đáng hoan nghênh và trân trọng. Phùng Văn Khai - cây bút quân đội cũng đã và đang nỗ lực theo hướng ấy, và dường như đây là sự lựa chọn đúng. Chỉ trong thời gian rất ngắn, bảy năm mà liên tục 6 cuốn tiểu thuyết ra mắt mà cuốn nào cũng một mạch văn khoáng đạt, mạch lạc, sự kiện ăm ắp, dồi dào. Lịch sử đã được tái hiện trong chiều sâu của tình yêu quê hương, niềm tự hào dân tộc, giống nòi, truyền thống bất khuất, lòng căm giận tội ác quân xâm lược... Tất cả đã nuôi dưỡng, rèn đúc nên ý chí quật cường, tinh thần đoàn kết, tập hợp trí lực toàn dân cùng đánh đuổi quân xâm lược. Những điều ấy luôn là cội rễ để đất nước vững bền".[14]
- Nhà phê bình Phạm Xuân Nguyên: "Cả sáu cuốn tiểu thuyết lịch sử của Phùng Văn Khai đều thống nhất ở cảm hứng nồng nàn yêu nước, tự hào lịch sử, với cách viết đầy tính sử thi, lời văn hào sảng, cảnh tượng hoành tráng, chủ vào hành động và phát ngôn của nhân vật. Nhiệt huyết tình cảm của nhà văn Phùng Văn Khai đã phả được cho trang văn sự sôi sục, cuồn cuộn, tạo sức hấp dẫn cuốn người đọc vào truyện. Về tiểu thuyết Lý Đào Lang Vương: Những trận chiến của Lý Thiên Bảo chỉ vài dòng vài câu trong sử được tác giả dựng lại bằng cách tưởng tượng. Có những nhân vật không có trong sử được tác giả nghĩ thêm ra. Hai lá thư của Triệu Việt Vương và Đào Lang Vương trao đổi về việc ai ngồi vào ngôi chính thống thay Lý Nam Đế trị vì nước Vạn Xuân cũng là hư cấu. Đó là lao động nghệ thuật của nhà văn để làm thành cuốn tiểu thuyết gần năm trăm trang".[15]